# Miguel Luis Álvarez
Pour les articles homonymes, voir Álvarez.
Álvarez  Ayala est un nom espagnol. Le premier nom de famille, en général paternel, est Álvarez ; le second, en général maternel, souvent omis, est Ayala.
Miguel Luis Álvarez Ayala (né le 30 décembre 1987) est un coureur cycliste mexicain.

## Palmarès

### Par année
- 2012
  - 2e du championnat du Mexique sur route
- 2013
  - 3e du championnat du Mexique sur route
- 2015
  - 3e du championnat du Mexique sur route
- 2016
  - 2e du championnat du Mexique sur route

### Classements mondiaux
| Année            | 2013 | 2014 | 2015 | 2016 | 2017 | 2018 | 2019 | 2020 |
| ---------------- | ---- | ---- | ---- | ---- | ---- | ---- | ---- | ---- |
| UCI America Tour | 125e | 227e | 177e | 80e  | 390e | 313e | 204e | 170e |